# Taiting
Koordinaten: 48° 24′ N, 11° 3′ O

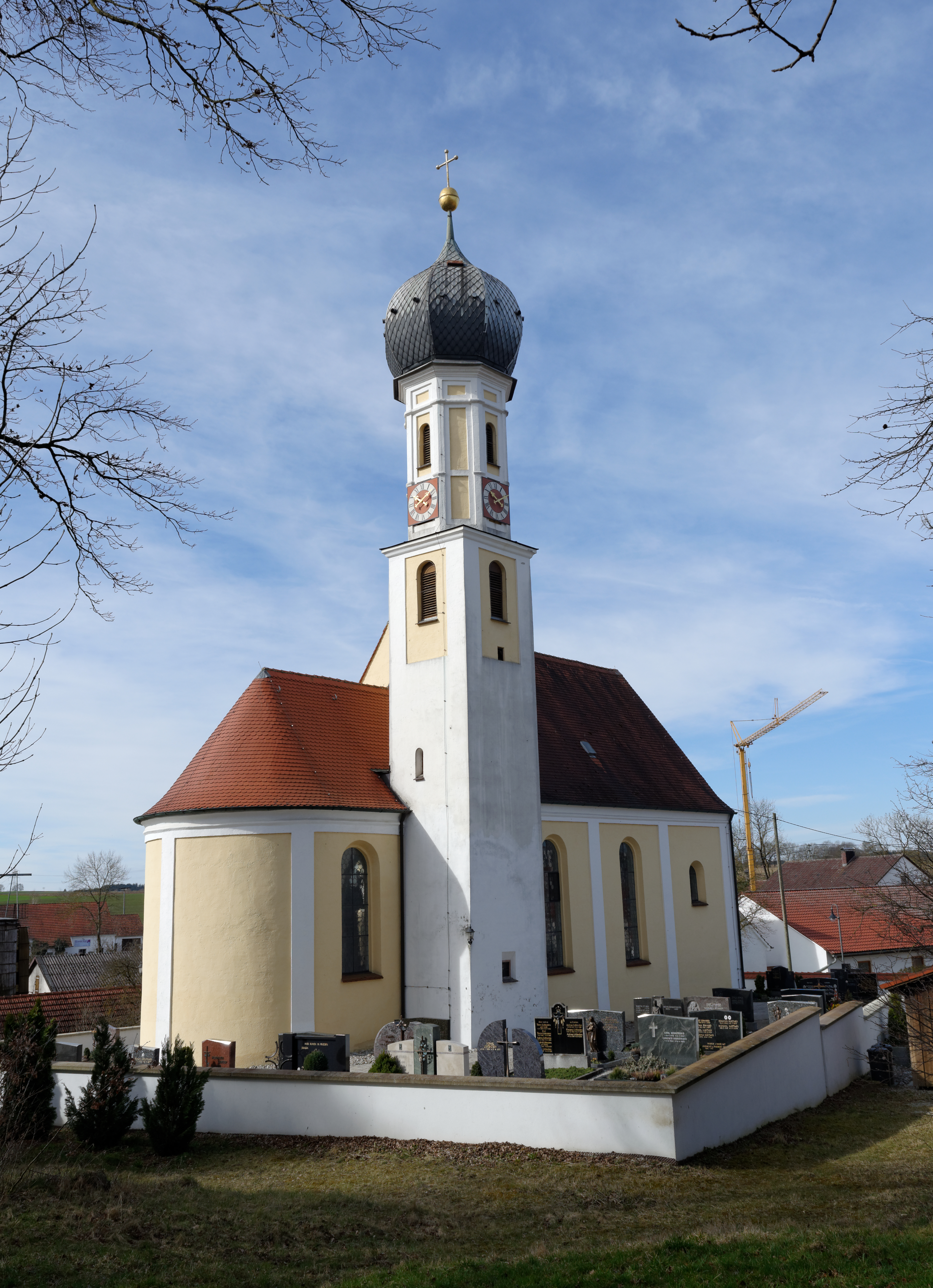
Kirche Mariä Verkündigung in Taiting

Taiting ist ein Ortsteil der Gemeinde Dasing und eine Gemarkung im Landkreis Aichach-Friedberg in Bayern.
Das Pfarrdorf befindet sich nördlich der A 8 an der Kreisstraße AIC 10 am Bachgraben, einem linken Zufluss der Paar (Donau).

## Sehenswürdigkeiten
- Katholische Pfarrkirche Mariä Verkündigung
- St. Emmeram (Taiting)
- Pfarrhaus (Taiting)
- Austragshaus (Taiting)

Siehe auch: Liste der Baudenkmäler in Taiting